# Calliteara fidjiensis
Calliteara fidjiensis is een donsvlinder uit de familie van de spinneruilen (Erebidae). De wetenschappelijke naam van de soort is voor het eerst geldig gepubliceerd in 1890 door Mabille & Vuillot.